# جيم إدواردز (سياسي كندي)
جيم إدواردز هو سياسي كندي، ولد في 1936. حزبياً، نشط في الحزب الكندي التقدمي المحافظ. وقد انتخب رئيس مجلس وزارة المالية ‏ (1993 – 1993) وانتخب عضو مجلس العموم الكندي.